# السيف القاطع
السيف القاطع (باليابانية: ロスト・ユニバース، بالروماجي: Rosuto Yunibāsu) (بالإنجليزية: Lost Universe) (الكون المفقود) هو مسلسل أنمي من نوع الخيال العلمي من إنتاج هاجيمي كانزاكا نفس مؤلف قصص «سلايرز». عدد حلقات المسلسل 26 حلقة دبلجت للعربية من طرف أستوديو مركز الزهرة في 2003 بيد أن تلك النسخة كانت مقطعة لحد أضر بالقصة.

## القصة
تدور القصة حول المغامر كاين (فَريد في النسخة العربية) المكلف بمجابهة مجرمي المجرة وسفينته من الحضارة المفقودة التي ورثها عن جدته ويتحكم بها بالطاقة الذهنية. ترافقه في رحلته المحققة والقناصة ميلي (غزالة) التي تحمل وراءها سراً مؤلماً ألا وهو أن أخاها يكون من ألد الأعداء ويحاول ذات مرة جعلها تقتل فريداً، وتستعمل المسدس بمهارة لكنها لا تقتل به فقط تقوم باستعماله لشل حركة الخصم؛ والآلية كانال (كندة) و هي آلية في جسم فتاة عمرها 14 سنة ذكية جداً لكن مشكلتها تتمثل في خوفها من الصراصير. يواجه كاين تهديدات من أعداء ومجرمين من أرجاء المجرة إضافة إلى جيش الكابوس الغامض والسفن الخمس الأسطورية التي تضاهي سفينته.

## الشخصيات
- كاين بلوفيلد
- ميلي
- رايل كلايمور

## روابط خارجية
- Doga production website for Lost Universe (باليابانية)
- لا بيانات لهذه المقالة على ويكي بيانات تخص الفن
- List of Lost Universe Characters (English page)